# Меліса лікарська
Меліса лікарська (Melissa officinalis L., лимонна м'ята, лимонна трава, меліса лимонна, цитрон-меліса, маточник, кадило, медівка, пасіка, папочна трава) — багаторічна трав'яниста рослина заввишки до 50—120 см. Кореневище сильно гілкувате, з підземними паростками.

## Морфологія
Стебло прямостояче, чотиригранне, опушене. Нижні бічні паростки повзучі. Листки супротивні, черешкові, яйцеподібні, з городчасто-зубчастими краями, знизу залозисто-волосисті, завдовжки 6—8 см. Квіти дрібні, білі, жовтуваті або рожеві, зигоморфні, зібрані по 3—10 шт. в однобокі несправжні кільця, розташовані в пазухах верхнього листя. Приквітки довгасті, коротші квіток. Чашка дзвонова, при плодах п'ятигранна, з 13 жилками, двогуба. Верхня губа плоска, з 3 зубцями, нижня — двозубчаста. Віночок двогубий, білуватий або рожевий, майже голий, завдовжки 13—15 мм, в 1,5-2 рази більше чашки. Тичинок 4, з них 2 нижні зближені. Маточка з верхньою чотирьох роздільною зав'яззю і довгим дворозщепленим стовпчиком. Плід складається з 4 ясно-бурих горішків, поміщених у чашку. Горішки яйцеподібні, ясно-бурі, дрібні, завдовжки 1,8-1,9 мм.
Квітне з червня по вересень.

## Практичне використання
Листя вживається людьми як прянощі. Свіже листя додають в салати, зелені борщі, юшки, окрошки, вінегрети, для прикрашання десертів. У супи кладуть за кілька хвилин до закінчення готування. Висушене листя можна використовувати так само як і свіже. Його додають до чаю, компотів, квасу, пива, настоянок, оцту. На Кавказі сушеною мелісою посипають м'ясні та рибні страви..
Кажуть, що меліса заспокоює симптоми стресу, нервозність і збудливість, допомагає розслабитися та підвищує настрій. Меліса сприяє покращенню когнітивних функцій. Полегшує неспокій і розлади сну. Меліса може позитивно вплинути на травлення (полегшить болі та дискомфорт у животі). Меліса також може допомогти полегшити відчуття нудоти. Мелісу можна використовувати для полегшення менструальних болів і передменструального синдрому (ПМС). Меліса також може бути корисною для лікування головного болю, особливо якщо вони виникають в результаті стресу. Використовується для полегшення зубного болю.
Вживати мелісу слід лише протягом короткого періоду часу. Загальне емпіричне правило — робити тижневу перерву після кожні три тижні використання. Меліса не може замінити будь-який затверджений лікарем план лікування, якого ви зараз дотримуєтесь, але це може бути ефективним додатковим лікуванням. Меліса може викликати такі побічні ефекти: головний біль, хворобливе сечовипускання, підвищена температура тіла, нудота, блювота, біль у животі, запаморочення, хрипи, подразнення шкіри, алергічна реакція.

## Галерея

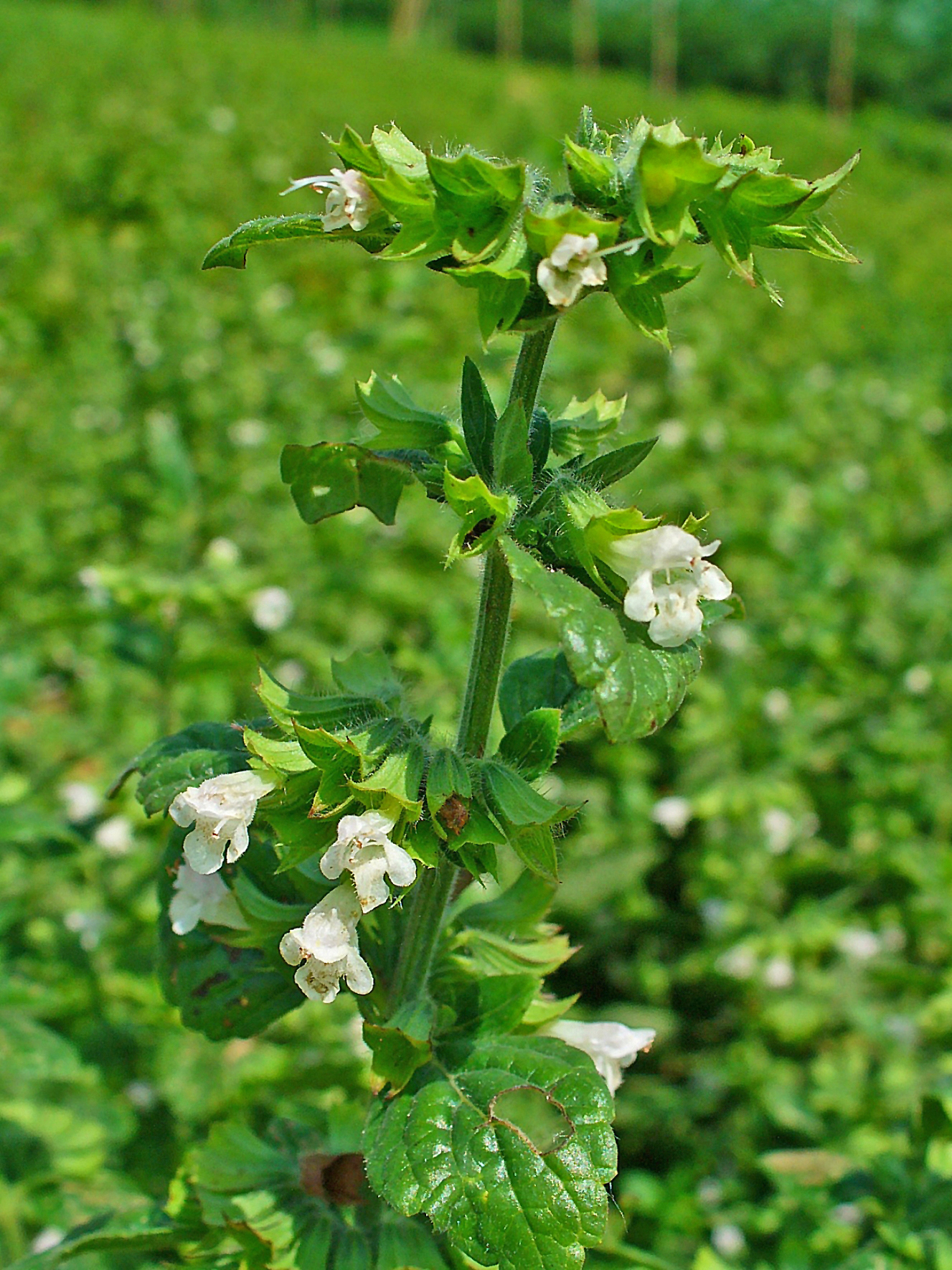
Квіти
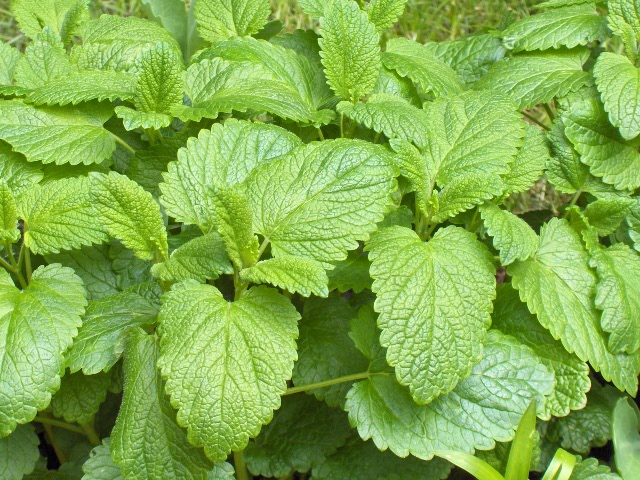
Листя
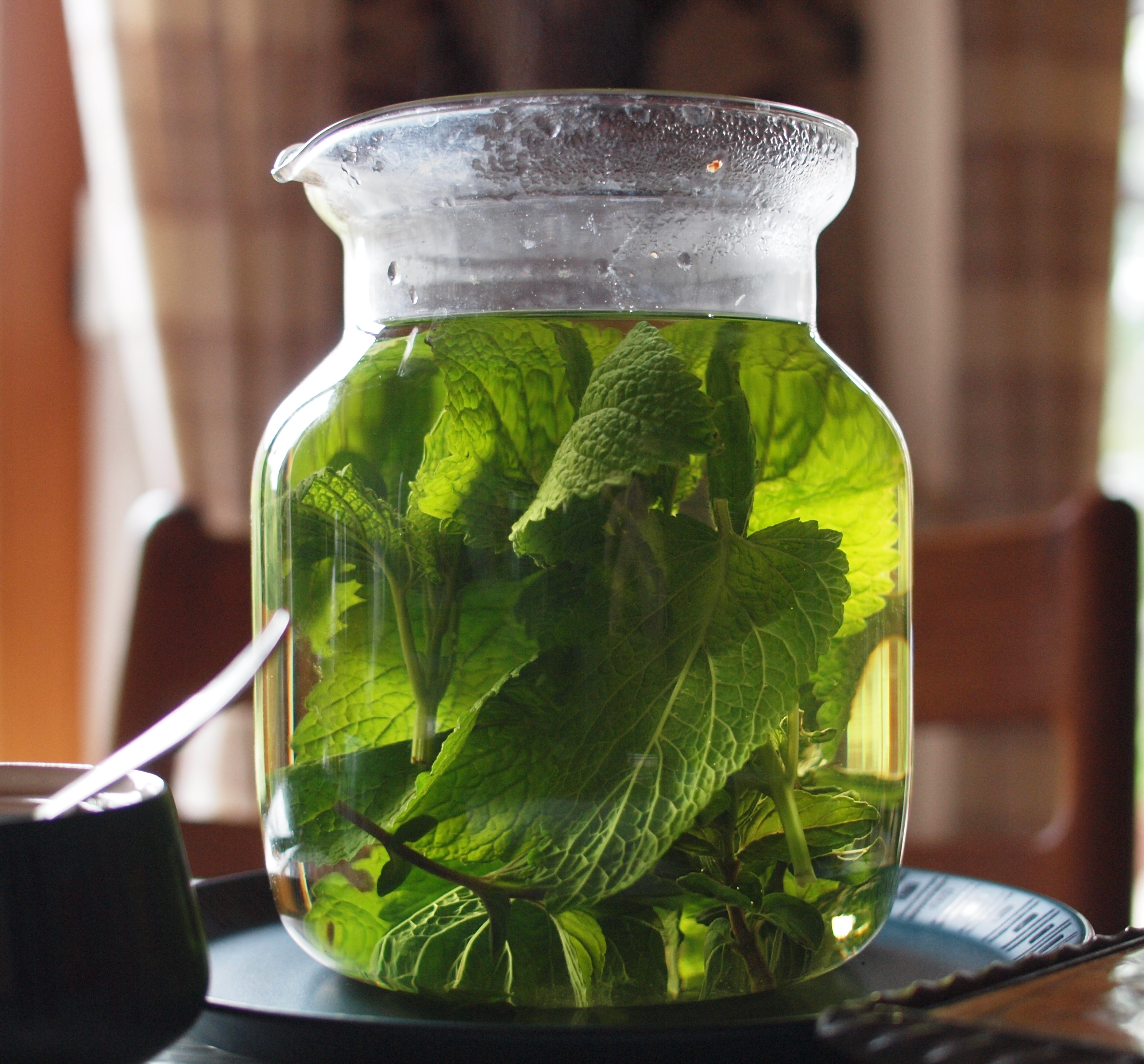
Чай
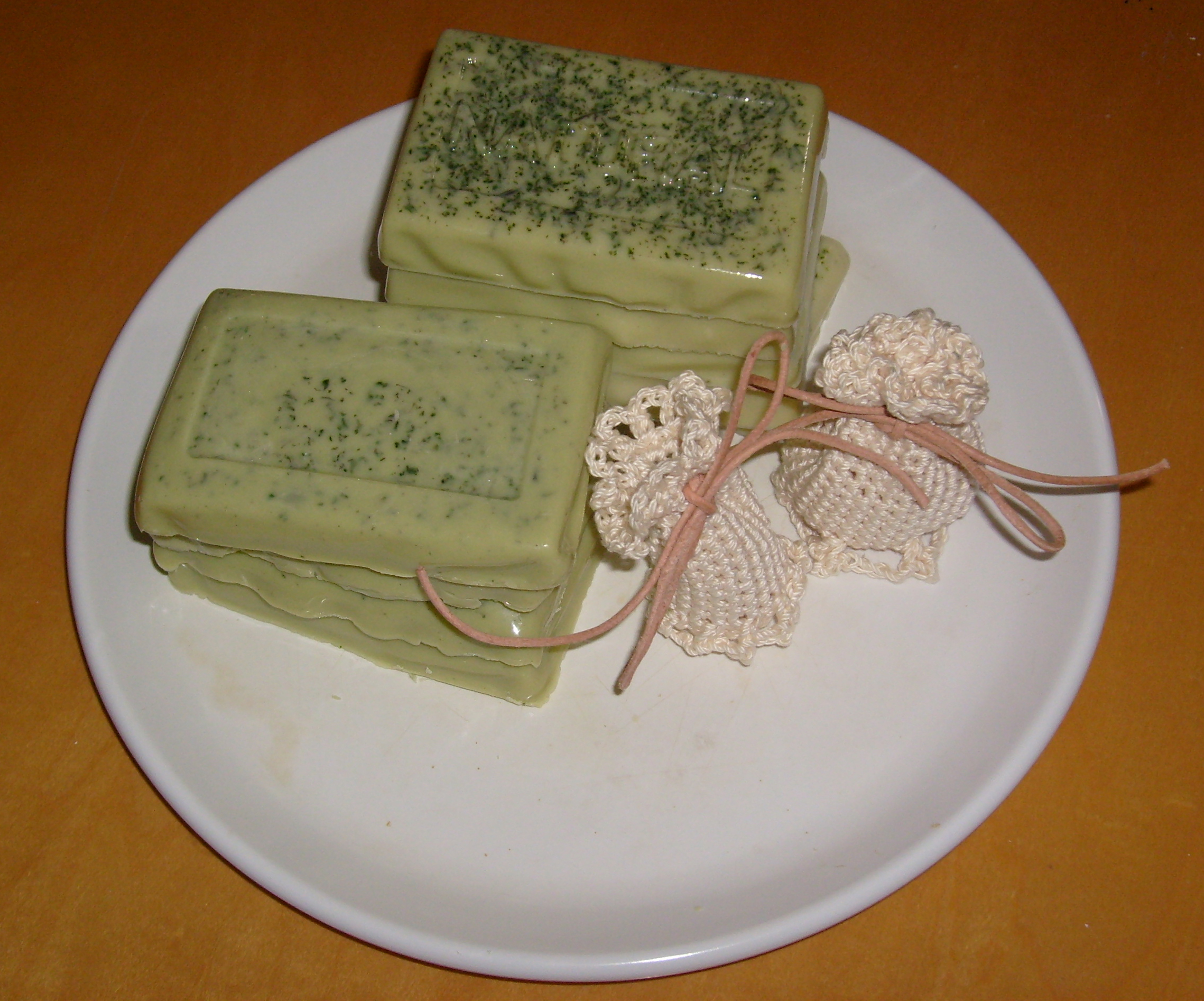
Мило
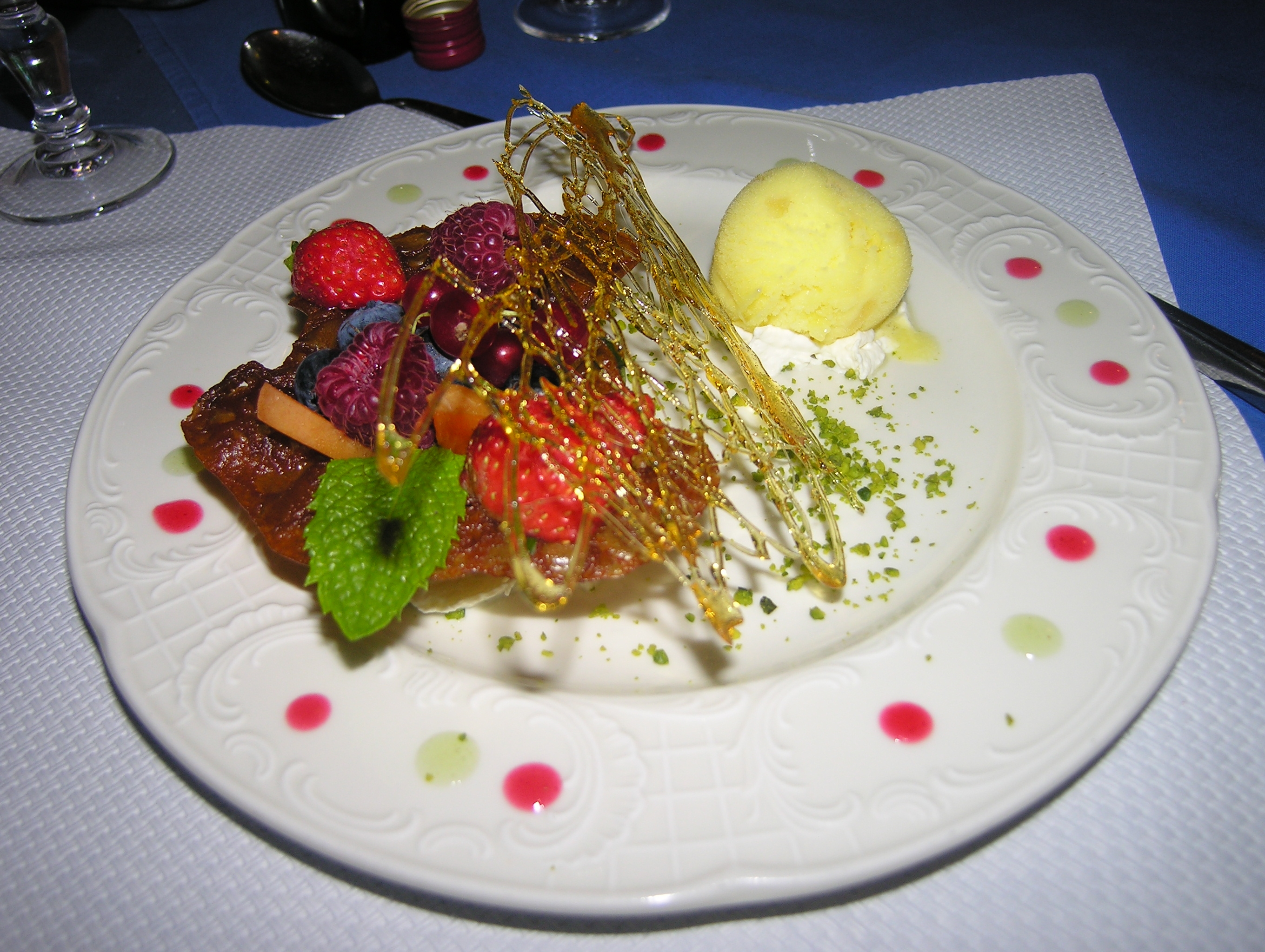
Листя на десерті